# 福島原発行動隊
公益社団法人福島原発行動隊（ふくしまげんぱつこうどうたい）は、2011年の東日本大震災による福島第一原子力発電所の事故を受け、若者の被曝をシニア世代が肩代わりしようと設立された団体（公益社団法人）。行動隊員や賛助会員のボランティアによって運営されている。　

2022年7月現在の住所は、〒101−0063 東京都千代田区淡路町1−21−7 静和ビル１階A室